# Cécile Marti
Cécile Marti (* 4. November 1973 in Zürich) ist eine Schweizer Komponistin.

## Leben
Cécile Marti begann im Alter von acht Jahren das Geigen- und Klavierspiel, mit 13 Jahren nahm sie Geigenunterricht bei Bettina Boller und wurde durch diese Begegnung früh an Neue Musik geführt. Während ihrer Violinausbildung bei Mariann Häberli am Konservatorium Zürich wandte sie sich der Komposition zu und entschied sich für ein Kompositionsstudium bei Dieter Ammann an der Musikhochschule Luzern, das sie 2008 abschloss. Weiter nahm sie Stunden und besuchte Meisterkurse bei Hanspeter Kyburz, Georg Friedrich Haas, Malcolm Singer und Kaija Saariaho. Marti arbeitete unter der Führung von Julian Anderson an einer Forschungsarbeit an der Guildhall School of Music and Drama in London und promovierte im Februar 2017. Im Anschluss bis Februar 2020 absolvierte sie ein Postdoc unter der Führung von George Benjamin am King’s College in London.
2008 wurde Cécile Marti zum Davos Festival Young Artists in Concert eingeladen, nachdem sie im gleichen Jahr mit ihrem Orchesterwerk bubble trip den internationalen Kompositionswettbewerb im Rahmen der 9. Weimarer Frühjahrstage für zeitgenössische Musik gewonnen hatte; seine Schweizer Erstaufführung erfuhr das Werk im Sommer 2010 im KKL Luzern durch das Luzerner Sinfonieorchester. Beim Musikfestival Bern 2009 erklang ihr Stück Oktogon für Horn- und Streichquartett. 2010 wurde ihr Violinkonzert AdoRatio durch die Geigerin Bettina Boller und das Collegium Novum Zürich am Lucerne Festival zur Uraufführung gebracht. Weitere Aufführungen folgten in der Tonhalle Zürich und am Festival zeitgenössischer Musik «Klangspuren Schwaz». 2011 wurde sie beauftragt für Gare du Nord in Zusammenarbeit mit der Basel Sinfonietta ein neues Werk zu schreiben. Ihr zweites Orchesterwerk, wave trip, wurde noch im selben Jahr in Sondershausen und Nordhausen in Deutschland uraufgeführt. Anschliessend wurde ihr Streichquartett Trapez durch das Basler Streichquartett auf einer Schweizer Tournee gespielt. 2015 wurde Thread für Geige und Klavier am Festival «Musica Nova» in Helsinki gespielt. Der gesamte Orchesterzyklus Seven Towers von 78 Min. Dauer wurde im April 2016 vom Symphonieorchester SOBS uraufgeführt. Teile daraus wurden vom Berner Symphonieorchester unter Mario Venzago und der Geneva Camerata aufgeführt. Jüngst erhielt sie Aufträge des Absolut Trio, dem Ensemble für neue musik zürich, der Basel Sinfonietta und dem Festival «Zeiträume Basel.» Für das Jahr 2011 wurde ihr das Werkjahr der Stadt Zürich zugesprochen.
Sie erhielt Forschungsstipendien der Albert Koechlin-Stiftung und des Schweizerischen Nationalfonds. Marti war Composer-in-Residence beim Symphonieorchester SOBS für die Saison 2015/2016. Für die Sommermonate 2018 wurde Marti von der Stiftung Bartels Fondation in Basel als Gast-Stipendiatin eingeladen. Für 2018/19 wurde ihr die Carte Blanche der Fondation SUISA verliehen.

## Kompositionen (Auswahl)
- "Polygon" (2024/25) für Streichquartett
- Ein Geist geht um (2021) Liederzyklus
- Seeing Time 2 (2020) Ballett, für Kammerorchester
- Changeant (2020) für Kammerorchester
- In Stein Gemeisselt (2018–2019) für Streichquartett
- Seeing Time 1 (2019) Ballett, für Orchester
- Seven Towers – 1–7 (2012–2015), Orchesterzyklus
- Wave Trip (2011) für grosses Orchester
- AdoRatio (2009–2010) für Violine Solo und Ensemble
- Oktogon (2008) für Streichquartett und Hornquartett
- Bubble Trip (2004/2007), für grosses Orchester
- Im Würfel (2004) Für Sextett[3]